# Leporinus steyermarki
Leporinus steyermarki är en fiskart som beskrevs av Inger, 1956. Leporinus steyermarki ingår i släktet Leporinus och familjen Anostomidae. Inga underarter finns listade i Catalogue of Life.